# Стратотип звенигородської свити силуру (пам'ятка природи)
Стратоти́п звенигоро́дської сви́ти силу́ру — геологічна пам'ятка природи місцевого значення в Україні. Розташована в межах Хотинського району Чернівецької області, на північ від села Рашків. 
Площа 11,1 га. Статус надано згідно з рішенням Рішення 2-ї сесії обласної ради XXII скликання від 16.12.1994 року. Перебуває у віданні: Хотинське держспецлісництво АПК (кв. 19, вид. 12-14). 
Статус надано для збереження цінного еталонного розрізу (стратотипу) відкладів звенигородської світи силурійського періоду. Стратотип утворює скелястий правий берег річки Дністер, неподалік від гирла річки Міоськи Рашківські (права притока Дністра). 